# Rébellion du Haut-Canada
La rébellion du Haut-Canada était, avec la rébellion des Patriotes au Bas-Canada, une rébellion menée par des insurgés appelés Patriots contre le gouvernement colonial britannique en 1837 et 1838. Elles sont collectivement appelées les rébellions de 1837.

## Origine du problème
Au Haut-Canada, une des questions les plus controversées au début du XIXe siècle était l'allocation des terres. Beaucoup de terres avaient été mises de côté comme des « réserves de la Couronne ». Ces réserves de terres non travaillées abaissa la valeur des fermes voisines parce que les fermes isolées étaient moins efficaces que des fermes regroupées. Le système d'allocation de terres du gouvernement britannique était considéré par plusieurs comme étant excessivement bureaucratique en comparaison avec le système américain.
Après la Guerre de 1812, le gouvernement du Haut-Canada était dirigé par les riches propriétaires d'une grande partie de ces terres de réserve, appelés la Family Compact. Des terres avaient également été mises de côté pour le « clergé protestant », mais la Family Compact interprétait ceci comme voulant dire uniquement le clergé anglican, excluant les autres groupes protestants ou catholiques.
Une autre controverse au Haut-Canada était la poussée du républicanisme américain. Les britanniques avaient instauré le gouvernement colonial dans l'espérance de convaincre les anciennes colonies américaines d'abandonner leur système de gouvernement démocratique ;  au lieu de cela, la démocratie américaine s'étendit au Canada avec l'arrivée de groupes importants d'immigrants américains, appelés les loyalistes, qui menèrent les revendications pour la réforme. William Lyon Mackenzie était l'un des réformistes les plus radicaux au Haut-Canada ; la plupart des réformistes, toutefois, tels Robert Baldwin, n'appuyaient pas l'appel de Mackenzie pour un gouvernement républicain.

## Montée de la tension
Mackenzie, un colon écossais, avait fondé un journal réformiste appelé The Colonial Advocate en 1824 dans la capitale du Haut-Canada, la ville de York (aujourd'hui Toronto). Il devint actif en politique, remportant un siège à l'Assemblée législative du Haut-Canada et devenant par la suite le premier maire de la ville nouvellement renommée de Toronto en 1834. Ni son mouvement de réforme radical, ni celui plus modéré de Baldwin ne connurent de grand succès, et Baldwin fut renvoyé du gouvernement par le lieutenant-gouverneur, sir Francis Bond Head. L'opposition conservatrice de Mackenzie organisa également des attaques contre les presses de son journal.
En 1836 et 1837, Mackenzie s'attire des appuis parmi les fermiers autour de Toronto, qui étaient sympathiques à sa cause après une récolte particulièrement mauvaise en 1835. Ceci avait mené à une récession, et dans les années suivantes, les banques avaient commencé à resserrer le crédit et à rappeler les prêts. 

## Les événements
Lorsque la rébellion du Bas-Canada éclate à l'automne 1837, Bond Head envoie les troupes britanniques établies à Toronto pour aider à la réprimer. Avec les troupes régulières absentes, Mackenzie et ses partisans saisissent l'armurerie de Toronto et organisent une marche armée sur Yonge Street, partant de la taverne Montgomery le 4 décembre 1837. 

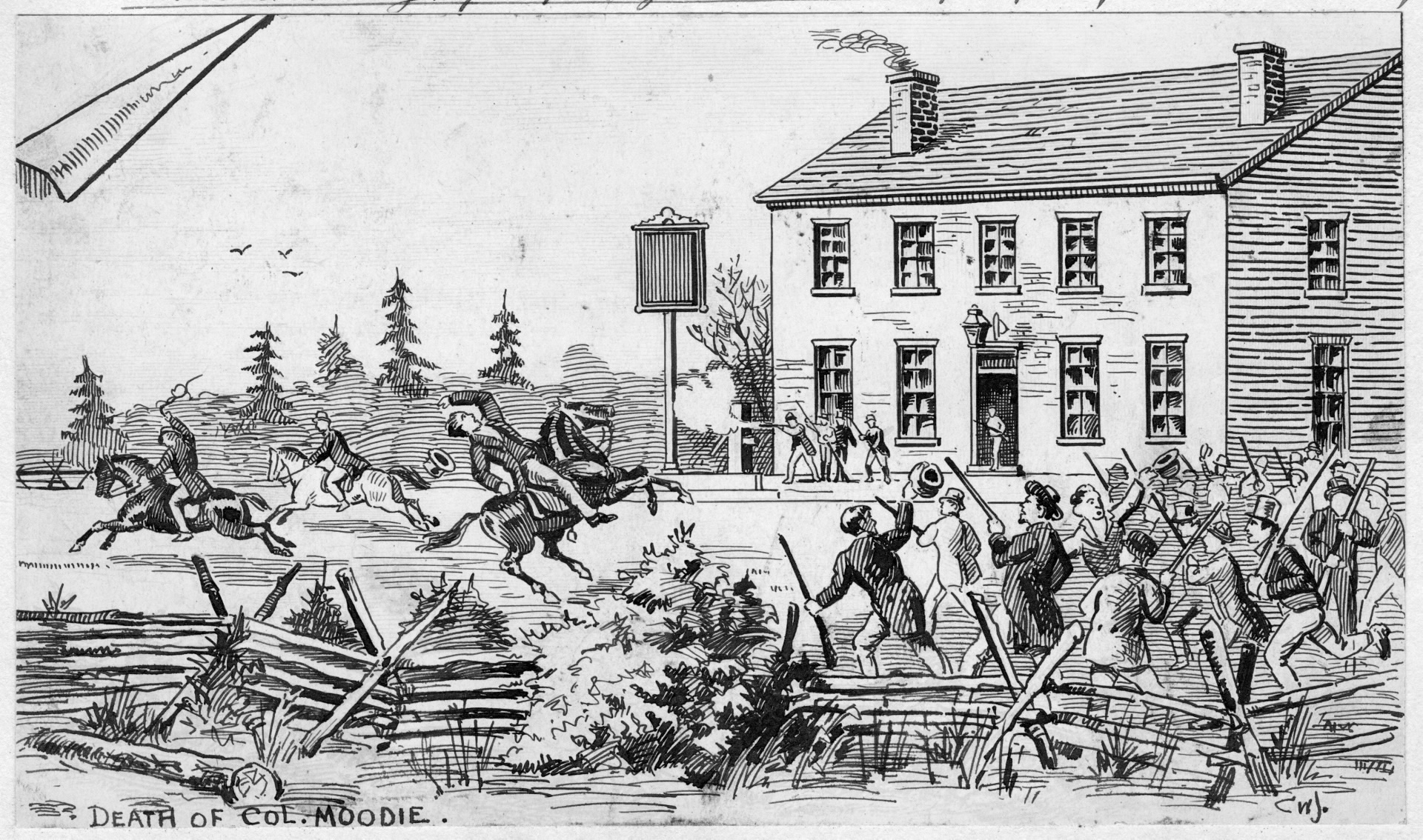
Mort du colonel Robert Moodie, devant la taverne de John Montgomery à Toronto

Lorsque la révolte débuta, Mackenzie hésita à attaquer la ville. Le 7 décembre, le chef militaire de Mackenzie, Anthony van Egmond (en), arriva. Egmond, un vétéran des guerres napoléoniennes conseilla une retraite immédiate, mais Mackenzie hésitait toujours. Le même jour, le colonel Moodie tenta de forcer un barrage routier pour avertir Bond Head, mais les rebelles paniquèrent et le tuèrent. Mackenzie attendit la force d'à peu près 1 000 hommes de Bond Head, menée par le colonel James FitzGibbon, qui était en plus grand nombre que les 400 rebelles de Mackenzie et leur fit subir de lourdes pertes. En moins d'une demi-heure, la confrontation était terminée.
Pendant ce temps, un groupe de rebelles de London, menés par Charles Duncombe, marche vers Toronto pour appuyer Mackenzie. Le colonel Allan MacNab vient à leur rencontre près de Hamilton (Ontario) le 13 décembre, et les rebelles fuient.
Mackenzie, Duncombe, John Rolph et 200 rebelles s'enfuient vers le Navy Island sur la rivière Niagara, où ils déclarent la république du Canada le 13 décembre. Ils obtiennent du matériel de leurs partisans aux États-Unis, provoquant des représailles britanniques. Le 13 janvier 1838, sous attaque par les armements britanniques, les rebelles fuient. Mackenzie se rend aux États-Unis où il est arrêté. Les autres dirigeants importants, van Egmond, Samuel Lount, et Peter Matthews sont arrêtés par les britanniques ; van Egmond meurt en prison, et Lount et Matthews sont exécutés en 1838.

## Épilogue
En comparaison avec la rébellion du Bas-Canada, celle du Haut-Canada fut brève, désorganisée et presque inconséquente. Toutefois, la Grande-Bretagne ne pouvait pas ignorer la rébellion à la lumière de la crise plus sérieuse au Bas-Canada. Bond Head fut rappelé et remplacé par Lord Durham, qui avait pour mission de faire un rapport sur les mécontentements des colons et trouver une façon de les apaiser. Son rapport parlait d'établir un gouvernement élu par le peuple responsable de ses actions et d'unir les deux Canadas. Une seule de ces recommandations a été mise en œuvre par les autorités britanniques, soit celle d'unir les deux Canadas au moyen de l'Acte d'Union, par lequel les francophones, majoritaires dans le Bas-Canada, se trouvaient désormais en situation de minorité. En 1847, la deuxième recommandation du rapport, celle de la responsabilité ministérielle sera finalement accordée, mais seulement en ce qui concerne la politique intérieure du Canada-Uni.   